# Hartmannsdorf (Gemeinde Friesach)
Hartmannsdorf ist eine Ortschaft in der Gemeinde Friesach im Bezirk Sankt Veit an der Glan in Kärnten (Österreich). Die Ortschaft hat 11 Einwohner (Stand 1. Jänner 2024). Sie liegt auf dem Gebiet der Katastralgemeinde Zeltschach und der Katastralgemeinde Friesach.

## Lage

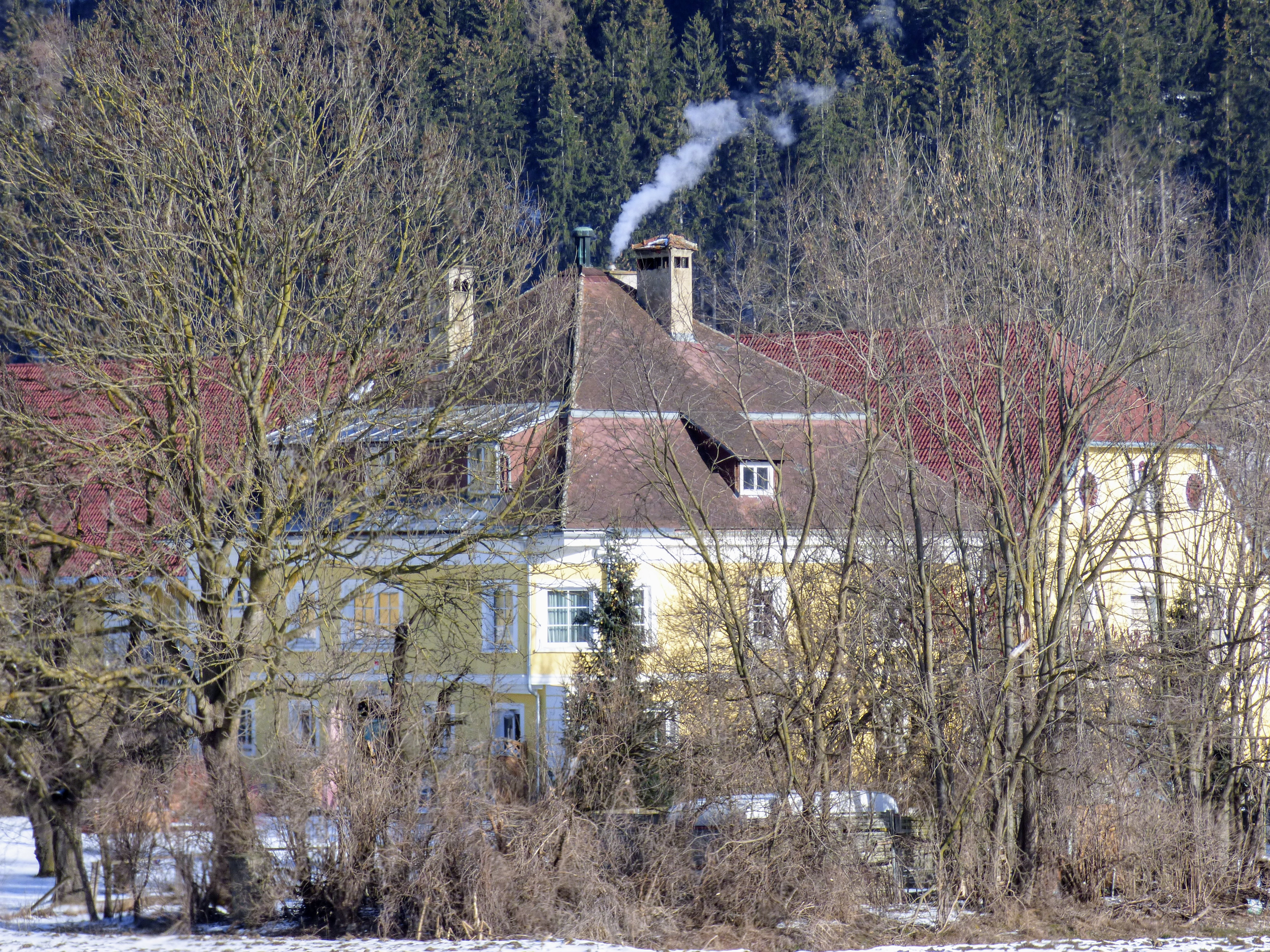
Höflgut

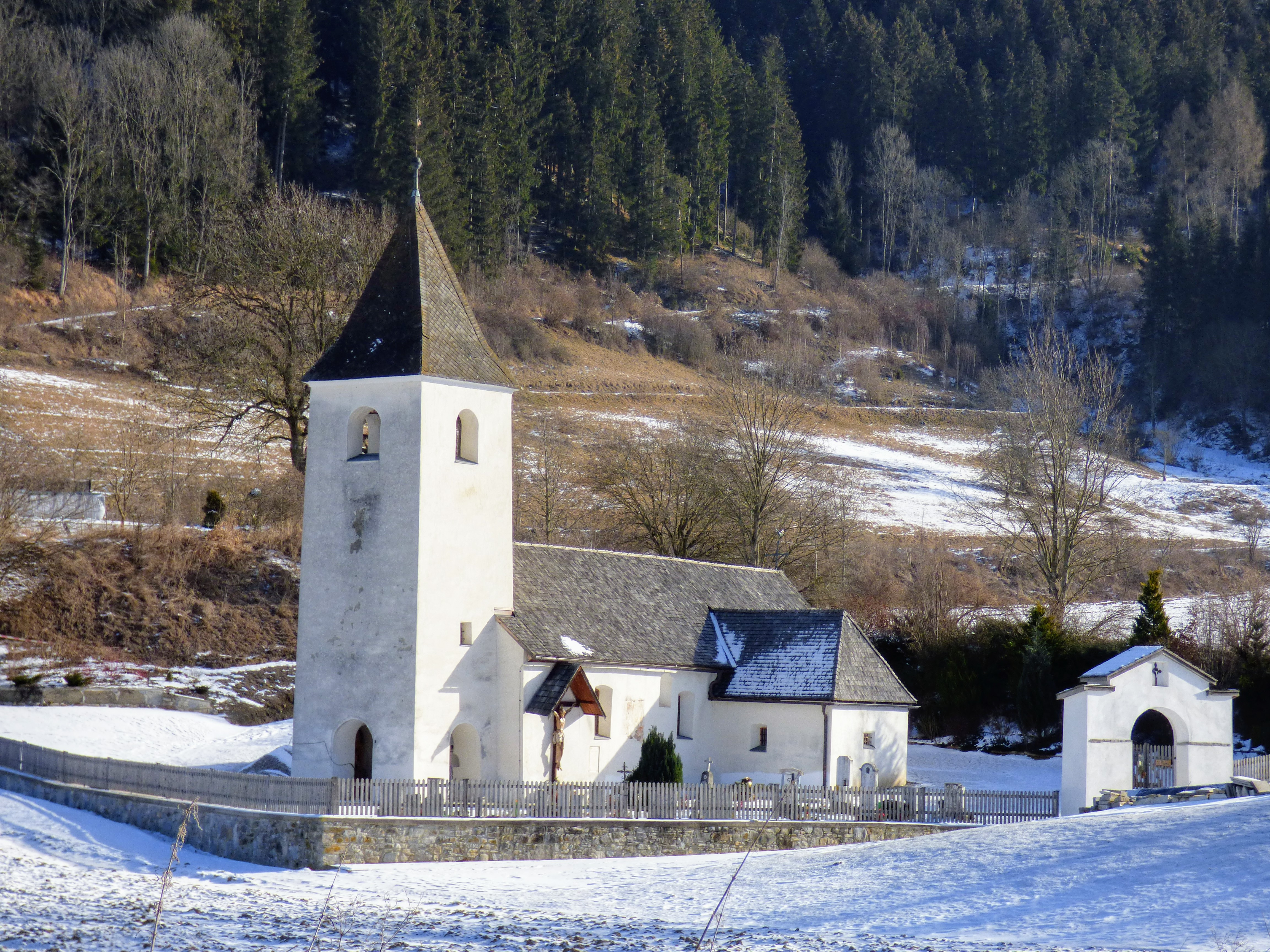
Filialkirche St. Thomas

Hartmannsdorf liegt im Norden des Bezirks Sankt Veit an der Glan, am Friesacher Feld, knapp 2 km nördlich des Stadtzentrums von Friesach bzw. nur wenige 100 m vom nördlichen Ortsrand von Friesach entfernt, jenseits der Friesacher Straße auf Höhe der Einmündung der Metnitzer Landesstraße L 62d.
In der Ortschaft werden folgende Hofnamen geführt: auf dem Gebiet der Katastralgemeinde Zeltschach Gut Höfl (Haus Nr. 1, 3, 4) und Franzmaier (Nr. 2); 300 m östlich davon, auf dem Gebiet der Katastralgemeinde Friesach, die Filialkirche St. Thomas in Hartmannsdorf und dahinter Pratter (Nr. 5).

## Geschichte
Mitte des 20. und Anfang des 21. Jahrhunderts entdeckte römerzeitliche Grabinschriftplatten beweisen die antike Besiedlung des Ortschaftsbereichs.
Als Edelingen wurde das Gut Hartmannsdorf schon 1144 genannt. Ein 1181 genanntes Gut Branizlau könnte sich auf das Franzmaiergut beziehen. 1241 wird St. Thomas erwähnt.
Im Frühling 1797 wurden auf der Klostermooswiese bei Hartmannsdorf etwa 300 österreichische und französische Soldaten beerdigt; verstorbene Insassen des Militärspitals, das im Dominikanerkloster Friesach behelfsmäßig eingerichtet worden war und vorwiegend Verwundete aus der Schlacht bei Einöde, in der Klamm zwischen Dürnstein in der Steiermark und Neumarkt in der Steiermark, vom 2./3. April 1797 beherbergte.
Der Bereich um das Höflgut gehörte, auf dem Gebiet der Steuergemeinde Zeltschach liegend, in der ersten Hälfte des 19. Jahrhunderts zum Steuerbezirk Dürnstein. Der Bereich um die Kirche St. Thomas, auf dem Gebiet der Steuergemeinde Friesach liegend, gehörte hingegen zum Steuerbezirk Friesach. Bei Gründung der Ortsgemeinden im Zuge der Reformen Mitte des 19. Jahrhunderts kam Hartmannsdorf an die Gemeinde Friesach. 1890 spaltete sich die Gemeinde Zeltschach von der Gemeinde Friesach ab, der Bereich um das Höflgut gehörte dadurch als Ortschaft Hartmannsdorf zur Gemeinde Zeltschach, während St. Thomas als Teil der Ortschaft Olsa bei Friesach verblieb. Mit Jahreswechsel 1972/73 kam Zeltschach samt Hartmannsdorf wieder an die Gemeinde Friesach. Seither wird St. Thomas als Teil der Ortschaft Hartmannsdorf geführt.

## Bevölkerungsentwicklung
Für die Ortschaft ermittelte man folgende Einwohnerzahlen:
- 1869: 2 Häuser, 23 Einwohner[5]
- 1880: 3 Häuser, 65 Einwohner[6]
- 1890: 3 Häuser, 67 Einwohner[7]
- 1900: 3 Häuser, 65 Einwohner[8]
- 1910: 4 Häuser, 82 Einwohner[9]
- 1923: 5 Häuser, 94 Einwohner (ohne St. Thomas, das mit 1 Haus und 6 Einwohnern als Ortsbestandteil von Olsa geführt wurde)[10]
- 1934: 78 Einwohner[11]
- 1961: 7 Häuser, 34 Einwohner[12]
- 2001: 6 Gebäude (davon 5 mit Hauptwohnsitz) mit 6 Wohnungen; 11 Einwohner und 0 Nebenwohnsitzfälle; 6 Haushalte; 1 Arbeitsstätte, 1 land- und forstwirtschaftlicher Betrieb[13]
- 2011: 5 Gebäude, 17 Einwohner, 7 Haushalte, 2 Arbeitsstätten[14]
- 2021: 4 Gebäude, 11 Einwohner, 5 Haushalte, 4 Arbeitsstätten[15]